# Делейна
Деле́йна (болг. Делейна) — село у Видинській області Болгарії. Входить до складу общини Брегово.

## Населення
За даними перепису населення 2011 року у селі проживали 273 особи, з них 271 особа (99,3%) — болгари.
Розподіл населення за віком у 2011 році:
Динаміка населення: